# Артонж
Арто́нж (фр. Artonges) — коммуна во Франции, находится в регионе Пикардия. Департамент коммуны — Эна. Входит в состав кантона Эссом-сюр-Марн. Округ коммуны — Шато-Тьерри.
Код INSEE коммуны — 02026.

## Население
Население коммуны на 2010 год составляло 184 человека.
| 1962 | 1968 | 1975 | 1982 | 1990 | 1999 | 2010 |
| ---- | ---- | ---- | ---- | ---- | ---- | ---- |
| 229  | 235  | 159  | 142  | 134  | 145  | 184  |

## Экономика
В 2010 году среди 119 человек трудоспособного возраста (15—64 лет) 92 были экономически активными, 27 — неактивными (показатель активности — 77,3 %, в 1999 году было 69,3 %). Из 92 активных жителей работали 81 человек (44 мужчины и 37 женщин), безработных было 11 (4 мужчины и 7 женщин). Среди 27 неактивных 5 человек были учениками или студентами, 9 — пенсионерами, 13 были неактивными по другим причинам.